# 二角赛瓜参
二角赛瓜参（学名：Thyone bicornis）为沙鸡子科赛瓜参属的动物。分布于日本以及中国大陆的黄海外海、广东到北部湾沿岸、海南岛等地，主要生活于水深23-61米的泥沙底。该物种的模式产地在日本骏河湾。